# Chuck Stevenson
 Chuck Stevenson  és un pilot estatunidenc de curses automobilístiques nascut el 15 d'octubre del 1919 a Sidney, Montana.
Chuck Stevenson va córrer a la Champ Car a les temporades 1949-1954, 1960-1961 i 1963-65 incloent-hi la cursa de les 500 milles d'Indianapolis dels anys 1951-1954, 1860-61 i 1963-65.
Stevenson va morir el 21 d'agost del 1995 a Benson, Arizona.

## Resultats a la Indy 500
| Any    | Cotxe  | Sortida | Vel. mitja | Ranking | Final  | Voltes | V. líder | Retirat               |
| ------ | ------ | ------- | ---------- | ------- | ------ | ------ | -------- | --------------------- |
| 1951   | 8      | 19      | 133.764    | 14      | 20     | 93     | 0        | Motor                 |
| 1952   | 16     | 11      | 136.142    | 9       | 18     | 187    | 0        | a 13 voltes           |
| 1953   | 97     | 16      | 136.560    | 14      | 29     | 42     | 0        | Pèrdua de combustible |
| 1954   | 98     | 5       | 138.776    | 13      | 12     | 199    | 0        | a 1 volta             |
| 1960   | 65     | 9       | 144.665    | 12      | 15     | 196    | 0        | a 4 voltes            |
| 1961   | 18     | 28      | 145.191    | 16      | 6      | 200    | 0        | Va acabar             |
| 1963   | 45     | 22      | 148.386    | 23      | 21     | 110    | 0        | Valvules              |
| 1964   | 95     | 29      | 150.830    | 29      | 28     | 2      | 0        | Accident              |
| 1965   | 88     | 26      | 154.275    | 30      | 25     | 50     | 0        | Pistons               |
| Totals | Totals | Totals  | Totals     | Totals  | Totals | 1079   | 0        |                       |

| Curses       | 9 |
| Poles        | 0 |
| Voltes líder | 0 |
| Victòries    | 0 |
| Top 5        | 0 |
| Top 10       | 1 |
| Retirades    | 5 |

## A la F1
El Gran Premi d'Indianapolis 500 va formar part del calendari del campionat del món de la Fórmula 1 entre les temporades 1950 a la 1960.
Els pilots que competien a la Indy durant aquests anys també eren comptabilitzats pel campionat de la F1.
Chuck Stevenson va participar en 5 curses de F1, debutant al Gran Premi d'Indianapolis 500 del 1951.

### Palmarès a la F1
- Participacions: 5
- Poles: 0
- Voltes Ràpides: 0
- Victòries: 0
- Podiums: 0
- Punts vàlids per la F1: 0